# Огни опасности
«Огни опасности» (англ. Danger Lights) — художественный фильм 1930 года. Действие фильма большей частью происходит на железной дороге, фильм содержит большое количество интересных исторических кадров: действующее паровозное депо, паровозы за работой, вагон-динамометр.
В главных ролях снимались Луис Волхайм, Роберт Армстронг, Джин Артур.

## Сюжет
Луис Волхайм играет начальника станции и паровозного депо в Майлс-Сити (Монтана). В начале фильма горный обвал засыпает железнодорожные пути, останавливая грузовой поезд. Начальник станции не может допустить опоздания экспресса, который вскоре должен пройти по этой дороге, поэтому на место обвала срочно посылается восстановительный поезд.
К работам привлекают также бездомных бродяг, которые ехали на грузовом поезде. Позднее выясняется, что один из бродяг (роль Роберта Армстронга) — бывший машинист, уволенный за инсубординацию. Начальник станции принимает его на работу.
Машинист знакомится с будущей невестой начальника станции. Далее ситуация развивается по сценарию любовного треугольника. Дело доходит до драки между двумя мужчинами. Драка происходит прямо на территории депо, в результате начальник депо попадает под поезд. Он серьёзно ранен, единственный способ спасти его жизнь — отвезти его как можно скорее в лучшую больницу в Чикаго, только там можно сделать операцию, которая нужна для спасения жизни начальника станции. Машинист берётся отвезти своего соперника в Чикаго. Начальник станции находится в критическом состоянии, поэтому поездка превращается в гонку на время: машинисту удаётся провести поезд из Майлс-Сити в Чикаго за пять часов, в то время как самый быстрый экспресс преодолевает этот маршрут за семь часов.
Жизнь начальника станции спасена. Концовка открытая — из фильма не ясно, как разрешился любовный треугольник.

## В ролях
- Луис Волхайм[англ.] — Дэн Торн
- Роберт Армстронг — Ларри Дойл
- Джин Артур — Мэри Райан
- Хью Герберт[англ.] — профессор
- Фрэнк Шеридан — Эд Райан
- Роберт Эдисон — Том Джонсон
- Алан Роско — Джим
- Уильям П. Берт — главный диспетчер
- Джим Фарли — Джо Герати

## Съёмки
Фильм снимался на железной дороге Chicago, Milwaukee, St. Paul and Pacific Railroad. В картине запечатлена жизнь железной дороги начала 1930-х годов: показано действующее паровозное депо, работающие паровозы, диспетчерский пункт. К моменту съёмки фильма многие железные дороги уже были электрифицированы. В фильме можно увидеть контактную сеть, но электровозов в фильме нет.
Фильм также включает несколько уникальных сцен: сцена с вагоном-динамометром, и своеобразное соревнование, суть которого заключалась в «бодании» паровозов (можно сравнить с перетягиванием каната).

## Варианты фильма
Фильм стал одной из первых широкоформатных кинокартин: он снимался одновременно в двух форматах: классическом и на широкую плёнку 63,5 мм в формате Natural Vision. Соотношение сторон кадра на широкой плёнке составляло 1,875:1. В этом формате было снято всего 4 фильма и дальнейшего развития он не получил.
Первоначально продолжительность фильма составляла 74 минуты. Позднее была сделана сокращённая телевизионная версия (55 минут).